# Narodni muzej Tadžikistana
Narodni muzej Tadžikistana (tadžiško Осорхонаи миллии Тоҷикистон, latinizirano: Osorkhonai Millii Tojikiston; rusko Национальный музей Таджикистана) je muzej v Dušanbeju, glavnem mestu Tadžikistana.

## Stavba
Za Narodni muzej v Dušanbeju je bila zgrajena nova, sodobna stavba, v katero se je muzej preselil leta 2013. Vključuje 22 razstavnih dvoran s skupno površino približno 15.000 kvadratnih metrov. Stavba stoji v neposredni bližini reke Varsob. Na tem območju so spomenik neodvisnosti Tadžikistana, Nacionalna knjižnica Tadžikistana in več parkov, tudi Rudakijev park, poimenovanim po pesniku Rudakiju.

## Muzej
Cilj muzeja je obiskovalcem ponuditi več znanja o zgodovini in kulturi mlade srednjeazijske države, ki se je šele leta 1991 osamosvojila od Sovjetske zveze. Razstavljeni eksponati v arheološkem delu izvirajo iz najrazličnejših obdobij, začenši od časa pred islamsko ekspanzijo v Srednjo Azijo, ko je bilo zaratustrstvo prevladujoča religija v Srednji Aziji. Najbolj znani deli razstave so stenske poslikave iz Starega Pandžakenta, ki mu zaradi veličastnih stenskih poslikav pravijo tudi tadžikistanski Pompeji, številne najdbe iz grško-baktrijske naselbine Tačt-i Sangin, lesena islamska molitvena niša (mihrab) iz 10. stoletja in replika budističnega samostanskega kompleksa Adžina-Tepa, ki je v južnem Tadžikistanu. Drugi del eksponatov je zbirka daril drugih voditeljev držav tadžikistanskemu predsedniku Emomaliju Rahmonu.
Muzej ima skupno površino 24.000 m2, od tega več kot 15.000 m2 razstavnih dvoran. Sestavljajo ga štirje razstavni oddelki:
- Oddelek za prirodoslovje,
- Oddelek za staro in srednjeveško zgodovino,
- Oddelek za novo in sodobno zgodovino ter
- Oddelek za likovno in uporabno umetnost.

### Zadržana umetniška dela
Narodni muzej je bil deležen kritik, ker javnosti ne predstavlja slik znanih umetnikov, ki so v lasti muzeja. Prizadeta so zlasti dela ruskih umetnikov, vključno z Ivanom Konstantinovičem Aivazovskim in Viktorjem Mihajlovičem Vasnecovim, pa tudi dela slavnih zahodnih umetnikov, kot sta Rafael in Giovanni Bellini. Po ponovni razpravi o teh delih leta 2011 je muzej obljubil, da bo slike razstavil po vselitvi v novo stavbo, vendar se to ni zgodilo.